# Melania Trump
Melania Trump (nacida como Melanija Knavs;Novo Mesto, antigua Yugoslavia —actual Eslovenia—, 26 de abril de 1970) es una exmodelo eslovenoestadounidense que ejerce desde 2025 como primera dama de los Estados Unidos, cargo que ocupó previamente de 2017 a 2021.
Está casada con el cuadragésimo quinto y cuadragésimo séptimo  presidente de los Estados Unidos, Donald Trump. Es la segunda primera dama estadounidense en haber nacido en el extranjero (tras Louisa Adams, nacida en el Reino Unido) y la tercera en profesar la religión católica después de Jacqueline Kennedy y Jill Biden.
Es la segunda mujer en ser elegida primera dama de los Estados Unidos en dos períodos no consecutivos tras Frances Cleveland.

## Biografía
Nacida en el seno de una familia eslovena en la ciudad de Novo Mesto, en la región de la Eslovenia Sudoriental, bajo el régimen de la República Federativa Socialista de Yugoslavia, hoy en la República de Eslovenia, su padre, Viktor Knavs (nacido el 24 de marzo de 1944), era de la cercana ciudad de Radeče y administraba concesionarios de automóviles y motocicletas para un fabricante de vehículos de propiedad estatal. Su madre Amalija (de soltera Ulčnik; 9 de julio de 1945 - fallecida el 9 de enero de 2024) provenía del pueblo de Raka y trabajaba como patronista en el fabricante de ropa infantil Jutranjka en Sevnica. Comenzó su carrera en el modelaje a los 16 años. También durante un año cursó la carrera de arquitectura, sin llegar a concluir estos estudios. A los 18 años fue elegida por la firma de ropa Vezenine Bled, una de las industrias textiles más importantes de Yugoslavia, para ser su imagen. También posó desnuda a sus 24 años para las revistas de adultos Max Magazine y New York Post Office bajo el seudónimo de «Melania K».
En una entrevista, Melania Trump aseguró hablar esloveno, serbocroata, italiano, francés, alemán, inglés y español, este último por su estancia en el seno de una familia de Barcelona (España), concretamente en Sardañola del Vallés, donde la familia de apellido Segura la acogió durante los Juegos Olímpicos de Barcelona 1992, y desde entonces mantiene un vínculo familiar del que no se conoce mucha información. Cuando se presentó la oportunidad, habló en francés con un grupo de niños en un hospital, aunque posteriormente volvió al inglés y usó un intérprete.

### Relación con Donald Trump

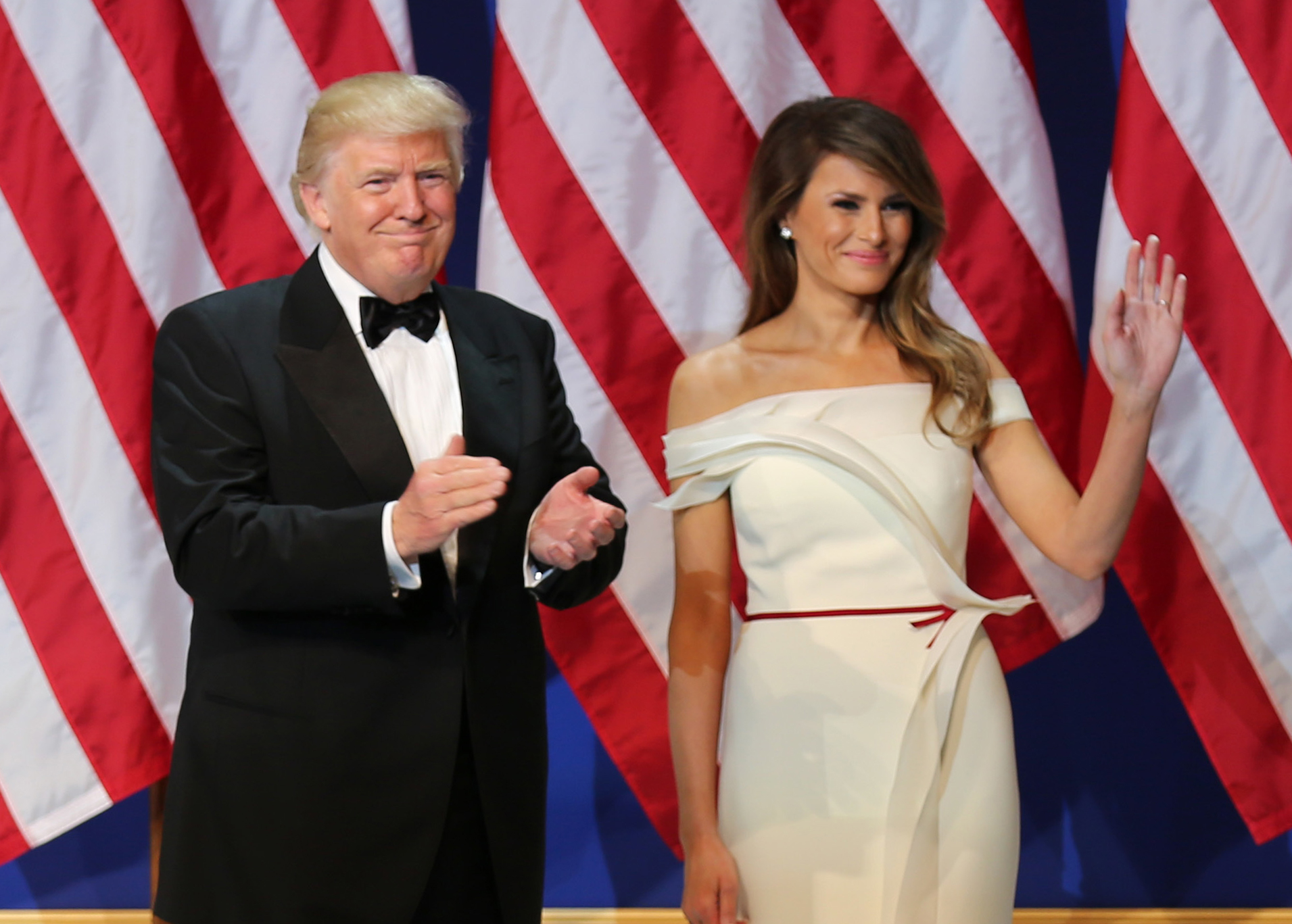
Donald Trump y Melania en 2017.

En 1998, Paolo Zampolli invitó a Knauss a una fiesta en Nueva York; organizada por Donald Trump. Fue entonces cuando se conocieron. Su relación con el magnate estadounidense, fue revelada en el reality show; The Apprentice en 2004 y se casaron el 22 de enero de 2005. Fruto de este matrimonio, nació su único hijo; Barron William Trump, el 20 de marzo de 2006. Melania y Barron cuentan con la doble nacionalidad eslovena y estadounidense. 
Al parecer, no consta de qué manera regularizaría su estatus migratorio en los EE. UU.. En agosto de 2018, también sus padres recibieron la ciudadanía estadounidense.
Durante la convención Nacional Republicana de 2016 Melania Trump protagonizó una polémica al pronunciar un discurso que su asistente había plagiado del pronunciado por Michelle Obama (primera dama de Estados Unidos en ese momento) en la convención demócrata de 2008.

#### Primera dama de los Estados Unidos

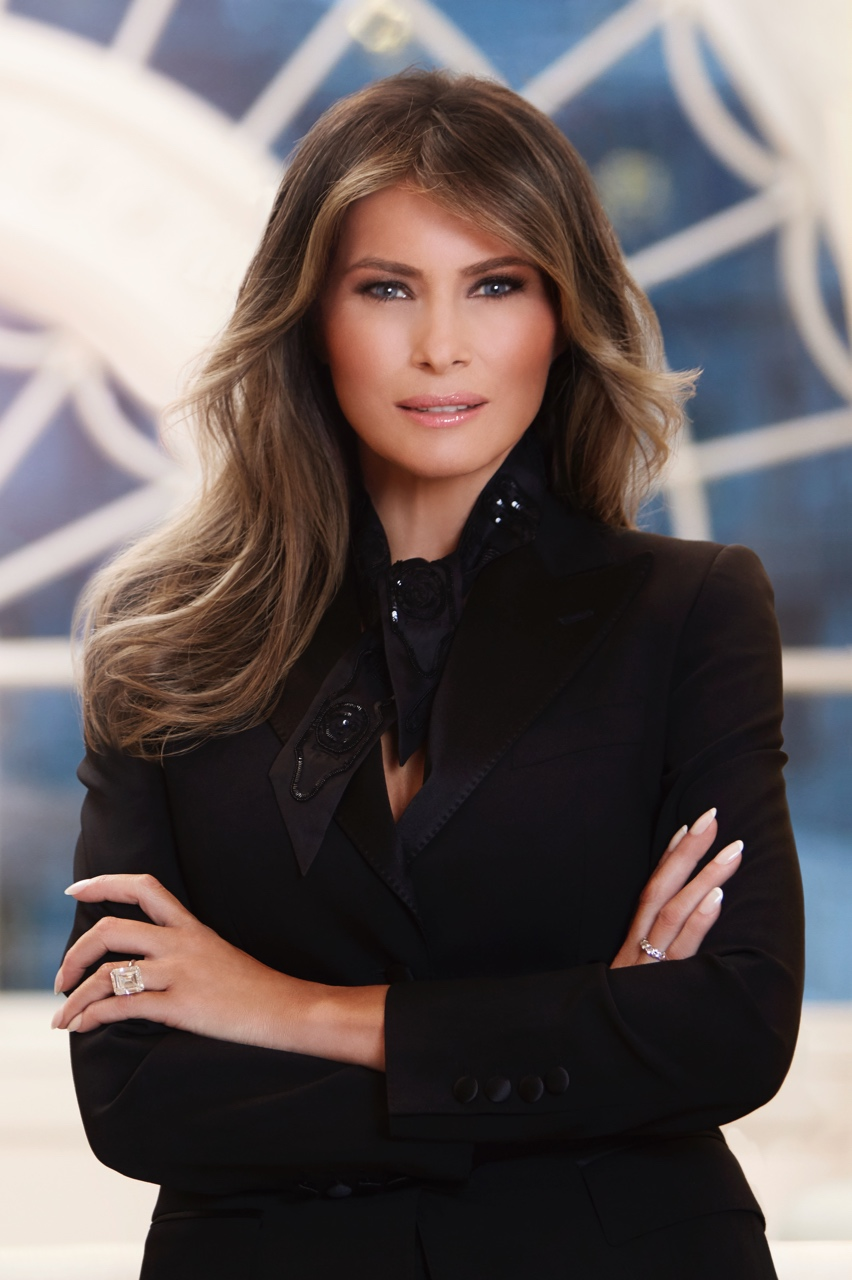
Retrato oficial de Melania Trump como primera dama de Estados Unidos en 2017.

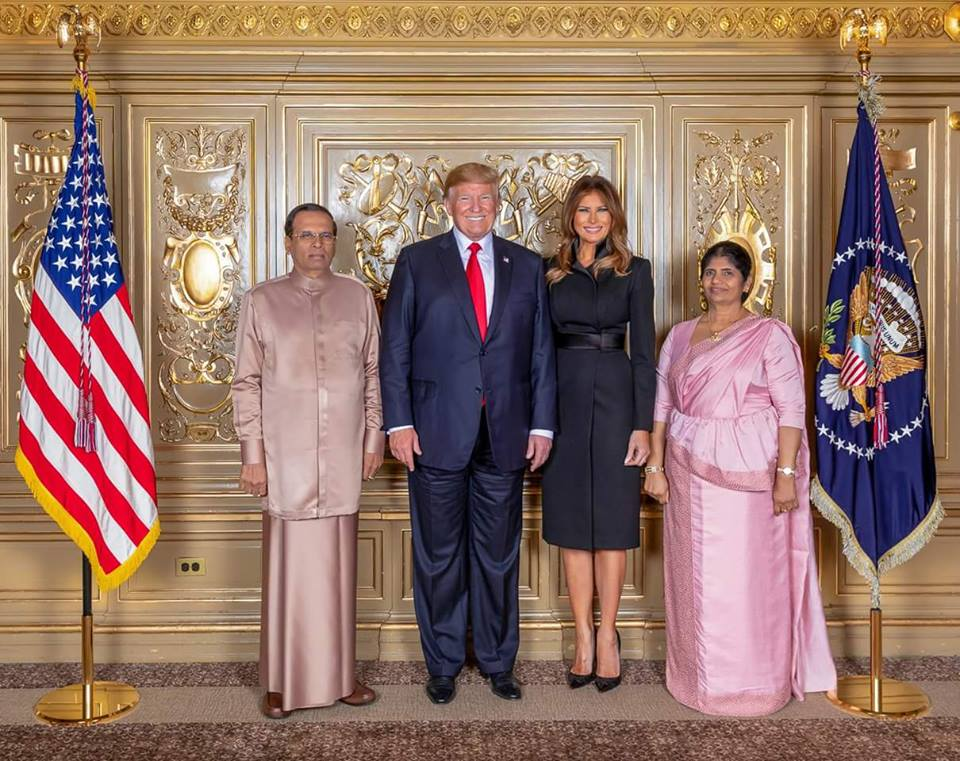
Melania Trump con su esposo, el presidente Trump, y el expresidente y exprimera dama de Sri Lanka.

El 20 de enero de 2017, Melania Trump sucedió a Michelle Obama como la primera dama de los Estados Unidos siendo, además, la primera cuya lengua nativa no es el inglés, la primera sin ascendencia estadounidense y la segunda que nació en el extranjero tras la británica Louisa Adams, esposa del sexto presidente, John Quincy Adams, e hija del comerciante estadounidense Joshua Johnson.
Melania Trump creó la iniciativa Be Best para combatir el ciberacoso, y viajó para promoverla en persona en Egipto, Malaui, Ghana, Kenia, el estado de Washington, Oklahoma, Nevada, y Tennessee.  Asimismo, hizo proselitismo contra el ciberacoso en otros foros.

## Negocios
En 2010 Melania Trump lanzó su propia línea de joyería, Melania Timepieces and Jewelry, para la venta en el canal QVC. También comercializó una colección de cuidado de la piel Melania, que se vende en tiendas de departamentos. De acuerdo con una presentación financiera en 2016, sus negocios trajeron entre US$15 000 y US$50 000 ese año. En 2017, las dos compañías que fabricaron sus joyas y productos para el cuidado de la piel bajo licencia dijeron que habían terminado su relación con ella. El día de la investidura presidencial de Donald Trump, sus empresas y productos figuraban en su biografía oficial de la Casa Blanca, pero fueron eliminados. Un portavoz de la Casa Blanca dijo que sus compañías ya no están activas y que «la Primera Dama no tiene intención de usar su posición con fines de lucro y no lo hará».